# Silberbach (Heubach)
Der Silberbach ist ein etwa elf Kilometer langer Zufluss des Heubachs im Süden des nordrhein-westfälischen Kreises Lippe in Deutschland.

## Verlauf
Der Bach entspringt zwischen den Dörfern Kempen und Feldrom, die zu Horn-Bad Meinberg gehören. Im Silberbachtal fließt er am Fuße des Velmerstots über Sandsteinklippen nach Leopoldstal. Zwischen Heesten und Vinsebeck mündet er in den Heubach, der in Steinheim in die Emmer fließt.

## Name
Ursprünglich hieß der Bach Möllenwasser. Der Name Silberbach stammt von (geringen) Silberfunden in den Jahren 1711 bis 1712.

## Geschichte
Am Bachlauf orientierte sich im Groben die historische Grenze zwischen dem Fürstentum Lippe und dem preußischen Paderborn, ferner die geographische Scheide zwischen dem Teutoburger Wald und dem Eggegebirge.
Nach dem Dreißigjährigen Krieg wurden die Grenzstreitigkeiten 1658 mit dem Lippspringischen Originalvergleich beseitigt. Dort heißt es zur Grenzziehung unter anderem:
bis an das Möllenwasser, solcher gestaldt, daß der Böckenberg bis an die Kattenbeke mit Holtz und Heide gantz und zumahl Lippisch, den sämtlichen Veldtdrömern aber allda ihre mithude bleibt …

## Mühlen
Mühlen nutzten die Wasserkraft: Die erste Konzession wurde 1612 vom lippischen Landesherren vergeben. Der Schmied lieferte dafür jährlich eine Axt an die fürstliche Rentkammer. Im Laufe der Jahrhunderts existierten acht Mühlen und  Schmieden: die Bollmühle, die Buschmühle, die Herrenmühle, die Kattenmühle, die Niedermühle, die kleine Mühle auf dem Hofe Nierhoff, die Silbermühle sowie die Stukenmühle.
 Im Oberlauf gab es drei Mahlmühlen, bis zu vier Schleifmühlen und zwei Walkmühlen. Heute stehen noch die Überreste der Silber-, der Boll- und einer Schleifmühle.
Die Silbermühle ist das ehemalige „Packhaus“, in dem einst das Silbererz ausgewaschen wurde. Sie wurde 1711 zu einer Mahlmühle umgebaut, die schon bald Silbermühle genannt wurde. 1895 erhielt der Müller die Konzession zur Einrichtung einer Gastwirtschaft. Der Mühlenbetrieb lief bis zum Jahr 1927.

## Fauna

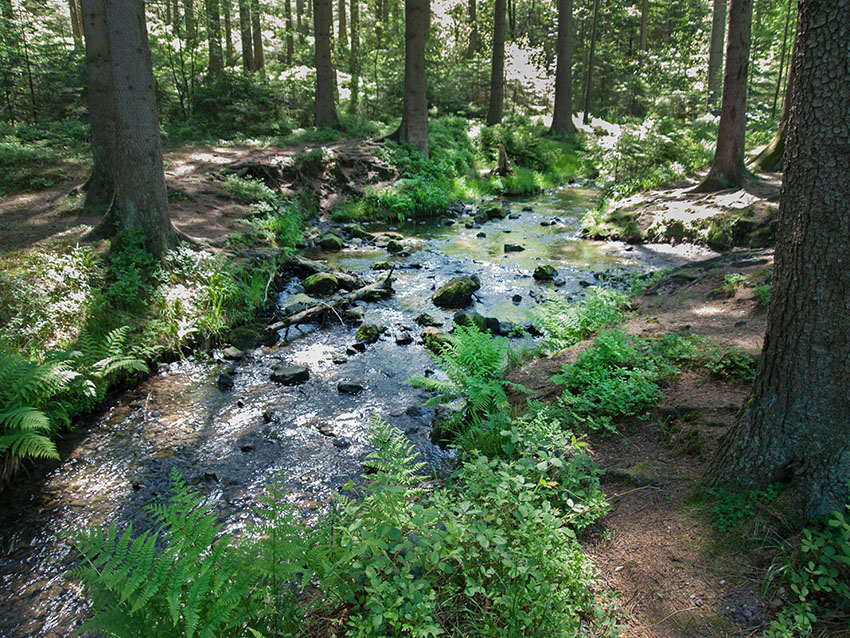
Im Silberbachtal

Besonders geschützte Tierarten, die im Silberbachtal leben:
- Neuntöter
- Groppe
- Wachtelkönig

## Touristische Bedeutung / Silberbachtal
Der zweieinhalb Kilometer lange Abschnitt zwischen der Kattenmühle bei Veldrom und dem Ortsrand von Leopoldstal ist unter dem Namen „Silberbachtal“ ein beliebtes Ausflugsziel und Wandergebiet. Zwischen der Kattenmühle und der Silbermühle fließt der Silberbach durch ein tief eingeschnittenes Tal und rauscht teilweise über Sandsteinblöcke. Unterhalb der Silbermühle bis zum Ortsrand von Leopoldstal schlängelt sich der Silberbach durch einen Buchenmischwald. 2021 starb zwischen der Katten- und der Silbermühle der dort vorherrschender Fichtenwald großflächig ab, was das Landschaftsbild deutlich veränderte. Die Fäll- und Aufräumarbeiten dauerten bis zum Sommer 2022 an, Ende 2022 und Anfang 2023 wurden Aufforstungsarbeiten durchgeführt.
Unter anderem führen die folgenden Wanderrouten durch diesen Abschnitt des Silberbachtals:
- Eggeweg (Teil des Europäischen Fernwanderweges E1)
- Hermannsweg (H) (verbindet das Silberbachtal mit den Externsteinen)
- Fernwanderweg X10 „Lönspfad“
- Silberbachpfad
- Velmerstot-Route (Rundwanderweg hinauf zu den Egge-Gipfeln Lippische und Preußische Velmerstot)
- Naturschätze-Steig (Rundwanderweg von Altenbeken aus)
- Wanderweg „Von den Mühlen zur Burg“, der die drei Mühlen (Kattenmühle, Silbermühle, Schleifmühle) mit der Burg Horn in der Altstadt von Horn verbindet.
- KlimaErlebnisRoute Velmerstot

Die Wanderwege im Silberbachtal sind nicht barrierefrei.
Erreicht werden kann das Silberbachtal per Auto über Leopoldstal, Straße „Neuer Teich“. Parkmöglichkeiten gibt es am Wanderparkplatz „Waldparkplatz Am Silberbachtal“ und „Parkplatz Silbermühle“ (gebührenpflichtig) oder über Veldrom, Straße „Zur Kattenmühle“, Parkmöglichkeit Wanderparkplatz „Am Buchenberg“, per Bahn (Bahnhof Leopoldstal) oder per Bus (Haltestellen „Kattenmühle“ bei Veldrom und „Silbermühle“ bei Leopoldstal).
Das Silberbachtal wird oft als naturräumliche Trennlinie zwischen dem Teutoburger Wald und dem Eggegebirge bezeichnet.